# The Stadium Techno Experience
The Stadium Techno Experience je deváté studiové album německé hudební skupiny Scooter. Bylo vydáno roku 2003 a obsahuje 12 skladeb. Přebal alba je pocta albu The White Room z roku 1991 od The KLF.

## Seznam skladeb
| Pořadí         | Název                  | Délka |
| -------------- | ---------------------- | ----- |
| 1.             | Ignition               | 0:36  |
| 2.             | Maria (I Like It Loud) | 3:55  |
| 3.             | Weekend!               | 3:32  |
| 4.             | Take A Break           | 4:15  |
| 5.             | Pulstar                | 4:33  |
| 6.             | The Night              | 5:21  |
| 7.             | Roll Baby Roll         | 3:45  |
| 8.             | Level One              | 3:34  |
| 9.             | Like Hypa Said         | 6:23  |
| 10.            | Liquid Is Liquid       | 4:45  |
| 11.            | A Little Bit Too Fast  | 3:45  |
| 12.            | Soul Train             | 5:08  |
| Celková délka: | Celková délka:         | 49:32 |

## Informace
- „Pulstar“ je založena na stejnojmenné písni od Vangelis.
- „The Night“ vzorkuje Italský disko hit, singl z roku 1984 od Valerie Dore, „The Night“.
- „Roll Baby Roll“ je také někdy nazývána jako „Swinging in the Jungle“.
- „Weekend!“ je coververze hitu „Strange World“ od Push.